# Josef Smistik
Josef Smistik (28 de noviembre de 1905 - 28 de noviembre de 1985) fue un futbolista y entrenador austriaco. Smistik jugó principalmente en el centro del campo, pero también podía jugar como defensor. Un jugador muy versátil, Smistik era conocido por su fuerza, resistencia y pases largos. Fue capitán del famoso Wunderteam austriaco a nivel internacional y a nivel de clubes desarrolló gran parte de su carrera en el Rapid Viena.
Después de retirarse como futbolista, Smistik inició su carrera como entrenador y dirigió al FC Schaffhausen y Austria Wien.